# Međimurski konj
Međimurski konj ili Međimurec, hrvatska samonikla pasmina konja hladnokrvnog tipa, nastala na području današnje Međimurske županije.
Nekad je, osim u sjevernoj Hrvatskoj (Međimurje, Podravina, Zagorje), bio raširen i u jugozapadnoj Mađarskoj i istočnim dijelovima Slovenije. Danas ga u Međimurju ima svega nekoliko desetaka primjeraka (oko 40) i spada u čistokrvne pasmine ugrožene od izumiranja, ali se, srećom, u nešto većoj populaciji održao s druge strane rijeke Mure, u susjednoj Mađarskoj. 
Početak nastanka ove plemenite čistokrvne pasmine konja seže najvjerojatnije čak do prijelaza između kraja 18. i početka 19. stoljeća, kada se započelo s postupnim križanjem domaćih kobila, koje su imale primjese angloarapske krvi, s pastusima noričke, ardenske, peršeronske i brabantske uzgojne linije. S obzirom na to da je Međimurje u to vrijeme (do 1848. godine, te ponovno od 1861.) niz godina bilo pod mađarskom administrativnom upravom, u međunarodnoj stručnoj literaturi redom se navodi da pasmina ima mađarsko podrijetlo.
Međimurski konj krupnog je rasta i čvrste građe, visine grebena 155-165 cm, po čemu je sličan hrvatskom hladnokrvnjaku, a viši od treće autohtone hrvatske pasmine, hrvatskog posavca. Razmjerno je male glave i manjih, šiljatih ušiju, kratkog mišićavog vrata, širokih prsa i leđa, te snažnih, ne predugih nogu. Prevladavajući primjerci su dorati, alati (riđani) i vranci, ali ima i drugih kombinacija boja. Pastusi mogu doseći težinu i do 900 kilograma.
Karakter međimurskog konja je uravnotežen, skromnih je hranidbenih zahtjeva, izdržljiv i otporan, s izraženom voljom i upornošću u radu. Koristi se kao radni konj za vuču i rad u poljoprivredi, ali je, s obzirom na sve veće uvođenje mehanizacije, izgubio značaj, pa danas sve više služi i za proizvodnju mesa.
U pogledu čistokrvnosti, koja je ponekad bila osporavana, genetičkom analizom, odnosno laboratorijskim uspoređivanjem uzoraka mitohondrijske deoksiribonukleinske kiseline (DNK) većeg broja međimurskih konja iz hrvatske i mađarske populacije, te srodnih pasmina (hrvatski posavac, hrvatski hladnokrvnjak, norički konj i dr.) utvrđeno je njegovo nedvojbeno izvorno podrijetlo. 
Krajem studenog 2015. godine osnovana je u sjevernom dijelu Međimurja mala ergela međimurskog konja s ciljem održanja i revitalizacije te ugrožene autohtone hrvatske pasmine.

## Galerija
- Kobila i ždrijebe međimurskog konja
- Pastuh (vranac)
- Kobila (dorat)
- Pastuh (tamni alat/riđan)
- Bređa kobila (svijetli dorat)
- Rijetki primjerak prosijedog (smeđe-sivog) dorata
- Mladi pastuh, vranac, žigosan slovom "M" na lijevoj stražnjoj nozi kao oznakom pasmine
- Ždrebad-blizanci na izložbi međimurskih konja na Sajmu MESAP 2014. u Nedelišću
- Ergela međimurskog konja u Žabniku, na krajnjem sjeveru Međimurja, otvorena je u studenom 2015. g.
- CUJZEK - Centar za uzgoj i zaštitu međimurskog konja, Macinec osnovan je 2020. g.

## Vanjske poveznice
- Međimurski konj – jedna od hrvatskih izvornih pasmina zaštićena od Državnog zavoda za zaštitu prirode
- „Filogenetska analiza međimurskog konja“, izvorni znanstveni rad grupe autora (Frkonja, Kostelić, Čurik i dr.)
- Međimurski konj na službenim stranicama Europskog saveza za stočarsku proizvodnju (EAAP)  Arhivirana inačica izvorne stranice od 17. listopada 2013. (Wayback Machine)
- Uzgojni standardi pasmine međimurski konj, opisani u stručnom časopisu „Gospodarski list“
- Kostelić, Belčić, Čačić, Prvanović: „Problematika očuvanja i unapređenja uzgoja međimurskog konja“, tekst iz Zbornika radova s međunarodnog simpozija u Slavonskom Brodu, 2009.  Arhivirana inačica izvorne stranice od 28. rujna 2013. (Wayback Machine)
- Tekst stručnog izlaganja na znanstvenom skupu „Konjogojstvo u Republici Hrvatskoj – stanje i perspektiva“, 2012. g.  (sažetak na engleskom)
- Ivanković, Caput: „Eksterijerne odlike hrvatskih autohtonih hladnokrvnih pasmina konja“, izvorni znanstveni članak
- „Populacija međimurskog konja u Sloveniji“, znanstveni rad grupe autora iz Slovenije (Potočnik, Simčič, Cividini i dr.), Ljubljansko sveučilište, 2011. g.  (na engleskom)  Arhivirana inačica izvorne stranice od 4. ožujka 2016. (Wayback Machine)
- Primopredaja ždrebadi izvorne pasmine „međimurski konj“ u Državnoj ergeli Lipik (2009. g.)
- Međimurski konj nalazi se u matičnom stadu Državne ergele Lipik